# لباس القدم

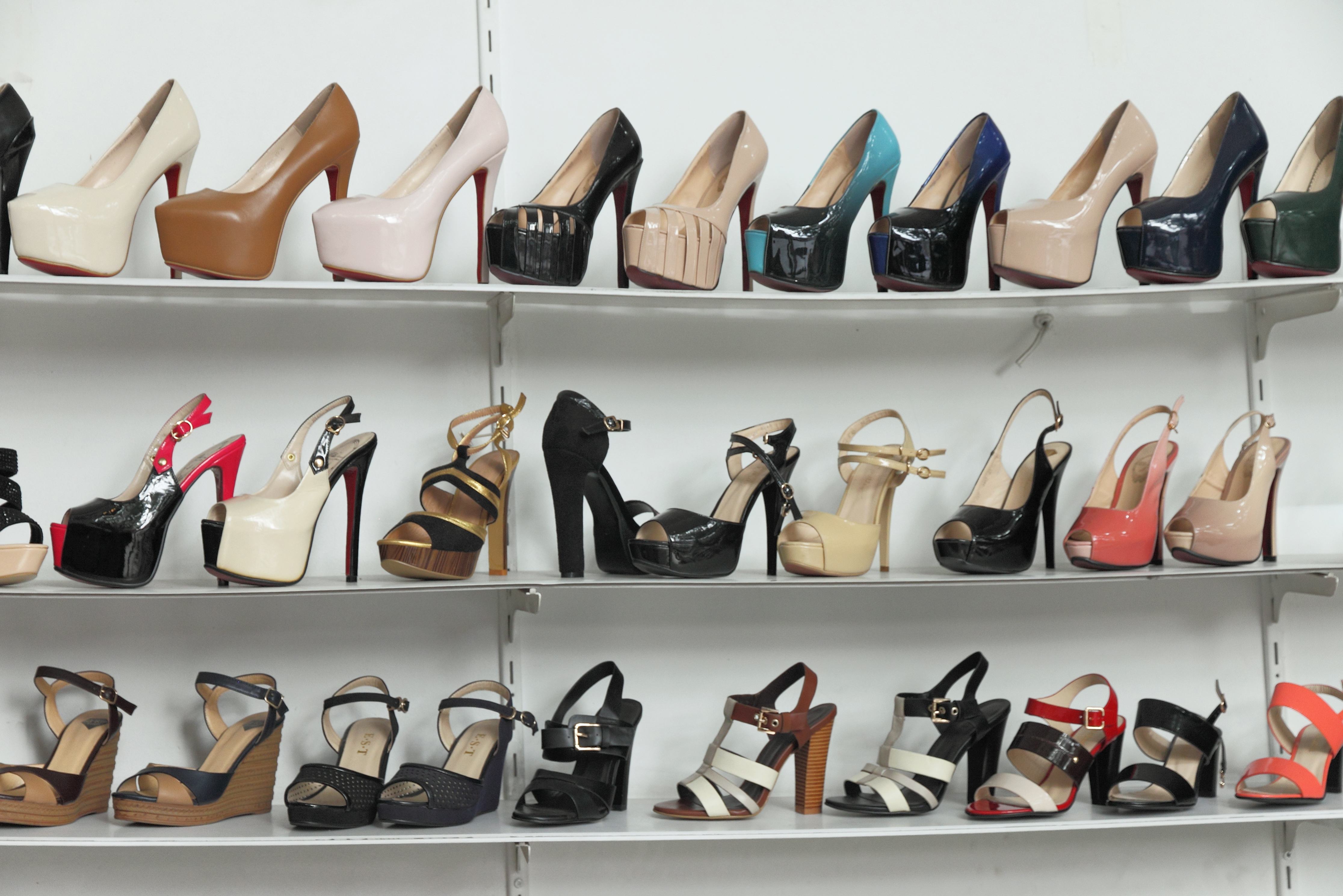
الكعب العالي نوع من ملابس القدم.

يُشير لباس القدم إلى تلك الأنواع من الملابس المُخصصة للأقدام، والتي يكون غرضها هو الحماية من المخاطر البيئية أو التعرض للإصابات، أو الأضرار الجانبية أو تفادي درجة حرارة الأرض نتيجة لتعرضها لضوء الشمس لأوقاتٍ طويلة، كما أنها تُستخدم للأزياء والزينة، ومن المُمكن أن يُعطي هذا النوع من الملابس إشارة لمرتبة الأشخاص وأحوالهم الاجتماعية والمادية.
ألبسة القدم هي مكون أساسي من مكونات الملبوسات التي يرتديها الإنسان لتغطية وحماية القدم. وتتنوع في أشكالها ووظائفها لتلائم الظروف البيئية، الاجتماعية، والثقافية، فضلاً عن المتطلبات الصحية والعملية. وقد شهدت ألبسة القدم تطورًا كبيرًا عبر العصور، من الحماية البدائية إلى التصميمات المعقدة التي تجمع بين الراحة والأناقة والتقنيات الحديثة.

## التاريخ
تعود أقدم الأدلة الأثرية على استخدام ألبسة القدم إلى أكثر من 8,000 سنة، حيث عُثر على صندل مصنوع من لحاء النبات في كهف فورت روك في ولاية أوريغون، الولايات المتحدة. في الحضارات القديمة، استخدم المصريون القدماء الصنادل المصنوعة من ورق البردي، بينما استخدم الإغريق والرومان أنواعًا من الأحذية الجلدية ذات تصميمات وظيفية تُظهر الوضع الاجتماعي أو العسكري.

## الأنواع
تتنوع ألبسة القدم حسب التصميم والغرض من الاستخدام، ويمكن تصنيفها كما يلي:

### 1. الأحذية (Shoes)
تغطي القدم جزئيًا أو كليًا وتُستخدم في مختلف الأغراض اليومية أو الرسمية أو الرياضية. تشمل أنواعها:
الأحذية الرياضية: مصممة لدعم الحركات البدنية وتوفير التهوية.
الأحذية الرسمية: غالبًا ما تُصنع من الجلد وتُستخدم في المناسبات والمهن الرسمية.
الأحذية اليومية: مثل الأحذية القماشية أو الجلدية الخفيفة.

### 2. الصندل (Sandals)
تتميز بترك أجزاء كبيرة من القدم مكشوفة، وتُستخدم في البيئات الحارة. تتنوع بين النعال المسطحة والنعال ذات الكعوب العالية أو الطبية.

### 3. الجزمة (Boots)
يغطي الكاحل أو الساق كاملة، ويوفر حماية إضافية في ظروف الطقس القاسية أو في بيئات العمل. يشمل:
بوط الشتاء.
البوط العسكري.
بوط التسلق أو العمل الصناعي.

### 4. الخفاف (Slippers)
أحذية منزلية تُلبس داخل البيت، غالبًا ما تكون مبطنة ومريحة.

### 5. الأحذية الطبية
تُصمم لأغراض علاجية، مثل دعم أقواس القدم أو تخفيف الضغط لدى مرضى السكري، وقد تحتوي على فرشات خاصة قابلة للتعديل.

## الألبسة التقليدية للقدم
لكل ثقافة نمط مميز من ألبسة القدم التقليدية، ومنها:
القبقاب: حذاء خشبي كان شائعًا في بلاد الشام وتركيا.
البلغة أو البلّغة: نوع من النعال الجلدية التقليدية في المغرب العربي.
النعال المطرزة: في جنوب آسيا وبعض مناطق الخليج، وتُعرف بجمال زخارفها اليدوية.

## المواد والتقنيات
تُصنع ألبسة القدم من مواد متنوعة تشمل الجلد الطبيعي، القماش، المطاط، البوليمرات الاصطناعية، والألياف الحديثة. كما دخلت التقنيات الحديثة في تصميم الأحذية، مثل استخدام الطباعة ثلاثية الأبعاد، وأنظمة التهوية الذكية، والنعل المقاوم للصدمات.

## الأهمية الصحية
تلعب ألبسة القدم دورًا هامًا في دعم الجسم وحماية العظام والمفاصل من الإصابات. واختيار الحذاء المناسب يُعد عاملًا مهمًا في الوقاية من آلام الظهر ومشاكل القدمين مثل الفلات فوت (القدم المسطحة) والتقرحات الجلدية.